# Ferdy Doernberg

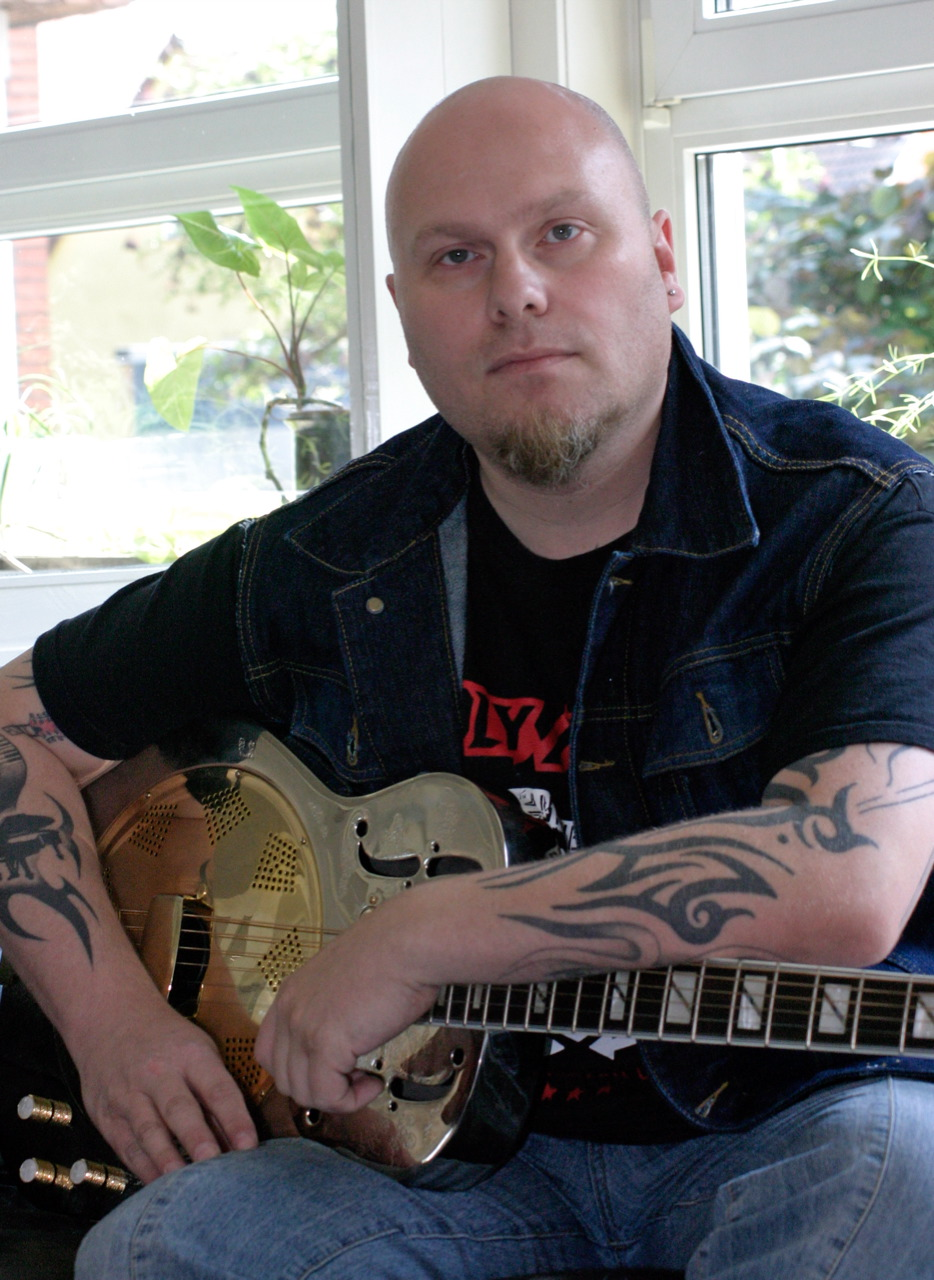
Ferdy Doernberg

Ferdy Doernberg (* 10. Juni 1967 in Bad Hersfeld) ist ein deutscher Sänger/Songwriter, Keyboarder und Gitarrist, der bei zahlreichen Rockbands mitgewirkt hat.

## Leben
Ferdy Doernberg ist der Sohn des evangelischen Pfarrers, Geigers und Komponisten Martin Doernberg. Seine musikalische Laufbahn startete er bereits 1973 im Alter von 6 Jahren mit Klavierunterricht. Schon wenige Jahre später kamen die Instrumente Gitarre und Trompete hinzu. Die erste Band, bei der Doernberg mitwirkte, war die lokale Punkband The Wabbles, bevor er im Jahr 1989 die Band Rough Silk gründete, mit der er bis heute acht Alben eingespielt hat und die im Vorprogramm von Helloween, Deep Purple, Saxon, Whitesnake und anderen zu sehen war. Doernberg ist auch festes Mitglied der Bands von Axel Rudi Pell, mit der er bereits zehn Alben eingespielt hat, und des Ex-Scorpions-Gitarristen Uli Jon Roth. Sein erstes Soloalbum veröffentlichte er im November 1995, das zweite folgte im Jahr 2000. 2006 veröffentlichte er sein Album ...’till I run out of road, welches ihn endgültig als Singer/Songwriter etablierte. Zahlreiche Solo-Konzerte nur mit Acoustic- und Slide-Gitarre, u. a. im Vorprogramm von John Wesley Harding und Jeff Kollman, die beide auch auf dem Album gastieren, ließen ihn auch als Solokünstler reifen. Dieses spiegelt sich auch in den anspruchsvollen und schwarzhumorigen Texten des Albums wider.
Neben seinen festen Band-Engagements ist Doernberg ein über die Rockszene hinaus gefragter Studiomusiker für Keyboards und Gitarren (besonderes Spezialgebiet: Slide- und Lap Steel-Gitarre) und wirkte an mehr als 100 Alben verschiedenster Genres mit.
Am 20. März 2009 erschien nach sechs Jahren Pause mit A New Beginning das neue Album von Rough Silk.
Doernberg lebt im niedersächsischen Bad Nenndorf und betreibt dort sein Droehnwerk genanntes eigenes Studio, in dem er zahlreiche Alben anderer Musiker produziert hat.
Im Frühjahr 2011 spielte Ferdy mit dem Gitarristen der Rockband Böhse Onkelz, Matt „Gonzo“ Roehr, dessen drittes Solo-Album Blitz und Donner ein, nachdem er zuvor bereits an dessen Single For what it’s worth mitgewirkt hatte.

## Diskografie

### Ferdy Doernberg Solo
- 1995 Just A Piano And A Handful Of Dreams (SPV)
- 2000 Storyteller’s Rain (Massacre-Records / Sony)
- 2006 till I run out of road (Midas Twins / Just for Kicks)
- 2009 travelling light (Rebellion Records / NMD)
- 2011 a bridge to Dobroland (Rebellion Records / NMD)
- 2015 orexigenic songs for overfed people (Rebellion Records) feat. u. a. Matt Gonzo Roehr, Chris Caffery
- 2020 Before The Sun Goes Down

### Mit Rough Silk
- 1991: Rough Silk (Breeze music)
- 1993: Roots Of Hate (RCA/BMG – later re-released on Massacre/Sony)
- 1994: Walls Of Never (Mausoleum – later re-released on Massacre/Sony)
- 1995: Für Kinder, die schon alles haben – Nightbreed (Roxxon)
- 1996: Circle Of Pain – Or: The Secret Lies Of Timekeeping (Massacre/Sony)
- 1997: Mephisto (Massacre/Sony)
- 1998: Beyond The Sundown (Massacre/Sony)
- 1999: Wheels Of Time (Massacre/Sony)
- 2000: A Tribute To The Scorpions (Nuclear Blast)
- 2000: A Tribute To Accept – screaming for a lovebite – (Nuclear Blast)
- 2000: A Tribute To ABBA – Take A Chance – (Nuclear Blast)
- 2001: Symphony Of Life (Breaker/SPV)
- 2003: End Of Infinity (Point)
- 2009: A New Beginning (Dockyard 1)
- 2013: The Good, The Bad & The Undead (Rebellion-Records)
- 2018: Progressive-Oi!-Pop

### Mit Anke Sobek
- 2017: Käpt’n Helge zieht aufs Land (Sunny Bastards / Soulfood)

### Mit Axel Rudi Pell
- 1998: Oceans Of Time (SPV)
- 1999: The Ballads II (SPV)
- 2000: The Masquarade Ball (SPV)
- 2000: The Wizard’s Chosen Few (SPV)
- 2002: Shaddow Zone (SPV)
- 2002: Knights Live (SPV)
- 2002: Knight Treasures – DVD – (SPV)
- 2004: Kings And Queens (SPV)
- 2004: The Ballads III (SPV)
- 2006: Mystica (SPV)
- 2008: Tales of the Crown (SPV)
- 2010: The Crest (SPV)[2]
- 2011: The Ballads IV (SPV)
- 2012: Circle of the Oath (SPV)
- 2014: Into the Storm (SPV)
- 2016: Game of Sins (SPV)
- 2017: The Ballads V (SPV)
- 2018: Knights Call (SPV)
- 2019: XXX Anniversary Live (SPV)
- 2020: Sign of the Times (SPV)
- 2021: Diamonds Unlocked II (SPV)
- 2022: Lost XXII (SPV)
- 2023: The Ballads VI (SPV)
- 2024: Risen Symbol (SPV)

### Mit Taraxacum
- 1999: The One With The Ape – EP (Savage Union)
- 2001: Spirit Of Freedom (MTM/SPV)
- 2002: Believe – classic vsn (MTM/SPV)
- 2003: Rainmaker (MTM/SPV)

### Mit Roland Grapow
- 1997: The Four Seasons Of Life (Castle/Edel)
- 1997: I Remember (Japan only EP / JVC)
- 1999: Kaleidoscope (SPV)
- 1999: Wacken Live (Bootleg/South America)
- 1999: Paris Live 1999 (Bootleg/South America)

### Mit anderen
- 1990 Jingo de Lunch: „Underdog“ (Phonogram)
- 1992 The Sweet: „A“ (SPV)
- 1992 The Sweet: „Stand Up“ – MCD – (SPV)
- 1992 Outrage: „My Final Day“ (RCA/BMG)
- 1992 Accept: „stayin’a live“ (RCA/BMG)
- 1992 Operating Strategies: „The Difficulty Of Being“ (Danse Macabre)
- 1994 Sargant Fury: „Turn the Page“ (SPV)
- 1994 Operating Strategies: „The Waters And The Wild“ (Strangeways)
- 1995 The Sweet: „The Answer“ (Pseudonym-records)
- 1995 Hilmer Staacke: „Wild Desert“
- 1995 The Jinx: „Stars“ (BMG)
- 1996 Jane: „Ressurection“ (Semaphore)
- 1996 Helloween: „The Time of the Oath“ (Castle)
- 1996 Helloween: „Time Of The Oath“ – MCD – (Castle)
- 1996 The Sweet: „the Hannover-Sessions“ – 4-CD-Set – (Pseudonym-Records)
- 1996 The Walkaways: „the Walkaways“ (Roxxon)
- 1996 Jon Symon: „Tarot“ (Roxxon)
- 1996 Stereotype: „stereotype“ (Roxxon)
- 1996 Rydell: „cosmic hotel“
- 1997 The Lost Mavericks: „The Lost Mavericks“
- 1997 Accept „Access all areas“ (GUN / BMG)
- 1998 Michel und der Bergedörfer: „Auf Kaperfahrt“ (Jamco)
- 1998 Steelbruch: „Im Max“ (Max-BLK)
- 1998 Uphonic: „Sunshot“ (Tank)
- 1999 Stereotype: „the blue bugs“ (Roxxon)
- 1999 Markus Grosskopf’s „Shock Machine“ (Sanctuary)
- 1999 Catch the Rainbow: „Catch The Rainbow“ (Sanctuary)
- 1999 Metalium: „Millennium  Metal Chapter 1“ (Massacre)
- 1999 Tom Angelripper: „Onkel Tom – Ein Strauß bunter Melodien“ (Gun/BMG)
- 2000 Desperados (feat. Tom Angelripper): „The Dawn Of Dying“ (Drakkar/BMG)
- 2000 Swan Christy: „Today Died Yesterday“ (Black Lotus)
- 2000 Delpht (Die Hard)
- 2000 Seven Witches: „City Of Lost Souls“ (Massacre)
- 2000 Raul Cantarino: „RmR“ (los bzs)
- 2000 Tom Angelripper: „Onkel Tom – das blaueste Album der Welt“ (Gun/BMG)
- 2000 Dete Kuhlmann: „Don’t Play With My Heart“ (Roxxon)
- 2000 Crimson Glory: „War Of The Worlds“ – mcd-(Rising Sun)
- 2000 Friends of Carlotta: „Gemeine Gedanken“ (Berenstark)
- 2000 Bongiovio: „Unplugged“ (BGM)
- 2001 Freedom Call: „Chrystal Empire“ (SPV)
- 2001 Powergod: „The Bleeding Of The Gods Pt.I“ (Massacre)
- 2001 H.P. Setter: „Riddim in Exile“ (T’Bwana / SPV)
- 2001 It’s M.E.: „Under A Voodoo Moon“ (Roxxon)
- 2001 Tribe 13: „The Ribe“ (BTT)
- 2001 Uphonic: „Uphonic“ (Tank)
- 2001 Love & Friends: „Follow The Rainbow“ (LFR)
- 2002 Howard Carpendale: „Mit viel Gefühl – die großen Erfolge“
- 2002 Jane: „Genuine“ (SPV)
- 2002 Kleemann: „kleiner Held“ (Popland)
- 2002 Masterplan: „Masterplan“ (AFN/Sony)
- 2003 A.O.D.: „live in Bredenbeck“ (prod.)
- 2003 Slow Horses: „move on“ (Universal)
- 2003 Movements „His Majesty’s Words“ (EFA)
- 2003 Eric Singleton: „The Model“ (T’Bwana / SPV)
- 2003 Rick Renstrom: „Until The Bitter End“ (Mascot)
- 2004 The Traceelords: „Refuse To Kick Ass“ (Roadrunner)
- 2004 It’s M.E.: „Parisienne Waltz“ (DA)
- 2004 Heavenly: „dust to dust“ (Sanctuary)
- 2004 Tom Angelripper – DVD – „Lieder, die das Leben schreibte“ (Armageddon)
- 2005 Treibhaus: „unsterblich“ (Kneeve/Alive)
- 2005 Brainstorm: „all those words EP“ (Metal Blade)
- 2005 Mike Terrana: „man of the world“ (Lion)
- 2005 Brainstorm „liquid monster“ (Metal Blade)
- 2005 Damir Simic Shime „Demonstratus“ (DSS)
- 2005 Destruction: „inventor of evil“ (AFM)
- 2005 Powergod: „Long live the loud“ (Massacre)
- 2005 Thirteen ?: „13 – a number of songs revisited“ (Graswege)
- 2005 Bad Nenndorf Boys: „Le ska c’est moi“ (BNB)
- 2006 Six Eleven: „the almighty bunghole “
- 2006 Code of Perfection: „last exit for the lost“ (LIMP)
- 2011 Matt „Gonzo“ Roehr: „Blitz und Donner“
- 2013 Avantasia – The Mystery Of Time
- 2015 Rotz und Wasser – Assi und Charmant
- 2015 Kärbholz – Karma
- 2015 Volxsturm – Massenuntauglich
- 2017 Sainted Sinners – Sainted Sinners